# ستانلي هوفمان
ستانلي هوفمان (بالفرنسية: Stanley Hoffmann)‏ هو مؤرخ وعالم سياسة فرنسي، ولد في 27 نوفمبر 1928 في فيينا في النمسا، وتوفي في 13 سبتمبر 2015 في كامبريدج في الولايات المتحدة.